# Векошане
 Векошане  — деревня в Западнодвинском муниципальном округе Тверской области.

## География
Находится в юго-западной части Тверской области на расстоянии приблизительно 33 км по прямой на юго-запад от районного центра города Западная Двина на правом берегу реки Западная Двина.

## История
В 1877 году здесь (поселок Векошкино или Владимирское Торопецкого уезда Псковской губернии было учтено 8 дворов, в 1927 — показаны только отдельные безымянные строения. На карте 1991 года показана уже с нынешним названием. До 2020 года входила в состав ныне упразднённого Бенецкого сельского поселения.

## Население
Численность населения: 85 человек (1877 год), 64 (русские 95 %) в 2002 году, 46 в 2010.